# Gajo (textil)

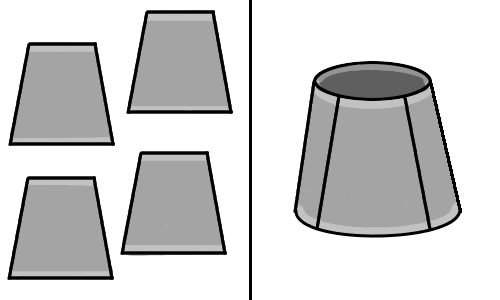
Cuatro gajos planos de tela y una falda tridimensional construida a partir de dichos gajos.

Un gajo es un trozo de una forma tridimensional fabricado a partir de un material plano. Originalmente el término se utilizó para referirse a formas triangulares, pero en la actualidad su significado se ha ampliado abarcando cualquier forma que es utilizada para crear una forma tridimensional. 

## Ejemplos
- Los globos terráqueos y las esferas celestes fueron producidos inicialmente en forma masiva por Johannes Schöner utilizando un proceso que consistía en imprimir los detalles de los mapas en 12 gajos de papel que eran cortados y pegados sobre una esfera. Este proceso aún se sigue utilizando. Los gajos se fabrican de forma que cada uno de ellos abarque un sector de 30 grados de longitud, que coinciden con los meridianos principales que van desde el Polo Sur al Polo Norte pasando por el Ecuador.
- Los paracaídas y globos aerostáticos se fabrican mediante gajos de un material muy liviano y resistente. Los gajos se cortan de un material plano, y luego se cosen entre sí para crear distintas formas.
- Las curvas de un conducto de un sistema de ventilación se pueden fabricar mediante la soldadura o atornillado de placas de metal para darle forma a una curva.

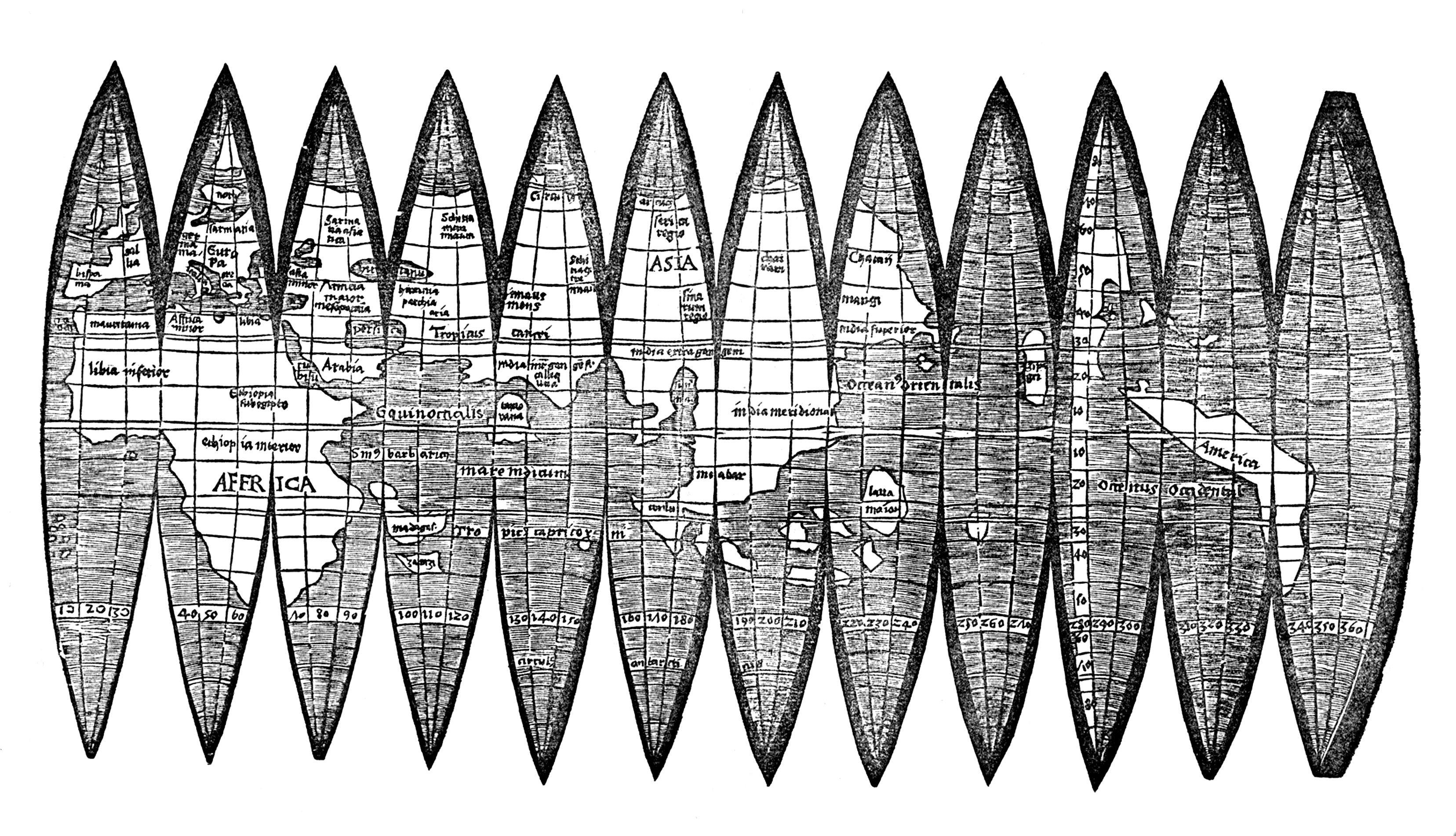
Los gajos del globo terráqueo creado por Waldseemüller en 1507